# Svenska Rymdsällskapet
Svenska Rymdsällskapet är en svensk förening som tidigare gick under namnet Svenska Rymdrörelsen. Svenska Rymdsällskapet har idag som ändamål att  sprida kunskap om rymdaktiviteter i Sverige och att aktivt arbeta för ett fredligt och långsiktigt hållbart utnyttjande av rymdens resurser.

## Historisk bakgrund
Den Svenska Rymdrörelsen grundades 1984 i Stockholm på ett möte med rymdintresserade personer från flera olika delar av Sverige. Mötet bestod av flera olika evenemang kring rymden, såsom olika föredrag och filmer, samt utställning av planscher, tidningar och en raketmodul som hade lånats av Rymdbolaget för detta tillfälle.  Två kända rymdprofiler höll föredrag:  Teknikmagasinets chefredaktör Anders Palm och den välkände tecknaren och skribenten Eugen Semitjov. Under denna period utvecklades olika typer av rymdfärjor och många rymdintresserade hoppades på en snabb utveckling med rymdstationer, nya månlandningar och en stor svensk rymdverksamhet. Hans Starlife var en av initiativtagarna till föreningen. De nya rymdföreningarna  i USA fungerade som förebilder, bland annat ”L5 Society” som hade som mål att förverkliga rymdkolonier, och Carl Sagans "The Planetary Society".  Föreningen hade många aktiva medlemmar på 1980-talet och hade nära kontakter med Svenska Rymdbolaget (numera SSC). De  organiserade olika temadagar, såsom 1984 "Sverige i rymdåldern”. Föreningen gav ut en tidning som 1984–1989 hette Space Life, men som 1989–1993 utgavs under namnet Rymdnytt. Till minnet av Eugen Semitjovs bortgång, instiftade föreningen Eugen Semitjov-priset för att utdelas till personer som gjort stora insatser för svensk rymdfart. Priset kom att utdelas två gånger: 1989 till Rune Rasmusson på företaget IBM, och 1990 Kerstin Fredga, dåvarande chef för Statens delegation för rymdverksamhet. Från och med slutet på 1980-talet började verksamheten att tyna bort, men föreningen upplöstes dock aldrig.

## Nuvarande aktiviteter
År 2012 startades föreningen upp igen av journalisten Ariel Borenstein (medlem sedan 1993) och KTH-fysikern och rymdentusiasten Jon-Erik Dahlin. Efter en rad moderniseringar (skapandet av en webbplats och en facebooksida) har föreningen verkat aktivt med att sammanfatta nyheter kring olika typer av rymdverksamheter för allmänheten, deltaga i debatter i svensk media kring nyttan av rymdforskning och turism, ordna studiebesök till rymdföretag, och olika typer av populärvetenskapliga evenemang, såsom "Astronomins Dag" på Tekniska Museet i Stockholm, och på KTH Spacecenter i Stockholm.